# 柴田氏
柴田氏（しばたし）は、日本の氏族のひとつ。かつては芝田とも表記されることがあった。大伴柴田臣の氏族や柴田勝家ら清和源氏斯波氏の庶流氏族などがある。

## 阿倍柴田臣
陸奥国柴田郡（現・宮城県）の豪族である。阿倍氏の一族から派生した。
奈良時代に賜姓された氏で、『続日本紀』の神護景雲3年（769年）3月13日紀に「陸奥国柴田郡の人、外正六位上丈部嶋足に、姓を阿倍柴田臣と賜う」と記されている。

## 大伴柴田臣
陸奥国柴田郡の豪族である。『続日本紀』神護景雲3年（769年）3月13日紀に「柴田郡の人、外従八位下大伴部福麻呂に、姓を大伴柴田臣と賜う」と載せ、また延暦18年（799年）3月紀に「陸奥国柴田郡外少初位下大伴部人根等に、姓を大伴柴田臣と賜う」など見える。
大伴という氏名を氏の冒頭につけているが、その臣姓を賜ったことと、阿倍柴田臣の柴田氏が阿倍氏配下の称である丈部であり、のちに阿倍の称を賜ったことを見れば、大伴柴田氏も阿倍臣と同族である膳大伴部の族ではないかと考えられる。そうであれば、古くは阿倍柴田臣と同族であったのではないかとも考えられる。

## 奥州の芝田氏
陸奥国柴田郡の豪族であり、おそらく阿倍柴田臣や大伴柴田臣の子孫と考えられる。ただし後世は橘姓、あるいは藤姓と称したと思われる。
この氏族の人物として鎌倉幕府に追討された芝田次郎がいる。芝田次郎の名前は『吾妻鏡』に見え、おそらく芝田次郎は古代以来この地にあった豪族と考えられる。
芝田次郎のことは、『余目旧記』や『封内記』にも記されている。

## 橘姓の柴田氏
芝田とも表記される。奥州の芝田氏と同様、陸奥国柴田郡の豪族であるが、鎌倉時代初期に存在した奥州の芝田氏との関連について詳しいことは分かっていない。
『吾妻鏡』巻25に「芝田橘六郎兼義」を載せ、『承久記』に「芝田橘六（むさしの守やす時の手の者）」また「奥州の住人しばた吉六かねよし」といい、『太平記』巻28に「柴田橘六が承久二供御の瀬を渡す」などとあることから、当時は橘姓を称していたことは明らかである。
この橘姓の柴田氏の子孫は諸国に多く広がったと思われる。

## 藤原姓四保氏流の柴田氏
藤原姓四保氏流の柴田氏も陸奥国柴田郡の豪族である。後世伊達氏に仕え、代々その重臣として天下に聞こえた。
『伊達世臣家譜』には「柴田は姓・藤原。伊達世臣伝記をあんずるに曰く、その先・本結城の庶流と。またいう、天文中、直山公の時、一家に列すと。その出自を知らず。四保但馬定朝（はじめ四郎と称し、中ごろ伊予と称す）を祖となす。その家・世々柴田をもって氏となす……」と見える。
『地名辞書』には「柴田四保氏は、結城の庶流とも伝うれば、恐らくは常陸真壁郡の村田、四保の一族ならん。村田、四保は小山朝政の四世孫、朝村を祖とすといえば、正治3年〔1201年〕の芝田次郎滅亡ののち、四保氏・これに代われるなり……」とある。
伊達氏家臣の柴田但馬守宗朝や、その養子柴田外記朝意（実父は佐竹親栄）らは、諸書古文書に多く散見される。

## 橘姓大河原氏流の柴田氏
江戸幕府幕臣の柴田氏である。『太平記』巻3「主上御没落笠置事」条に出てくる笠置城に籠もる大河原源七左衛門尉有重の子孫であるといい、また橘氏と称す。家紋は「割剣花菱」。『寛政重修諸家譜』に見える。

## 下河辺氏流の柴田氏
常陸国（現・茨城県）発祥の柴田氏である。『寛政重修諸家譜』にはこの柴田氏を4家収める。
『寛政重修諸家譜』の家伝によると「下河辺行平の男・行縄（行綱）より出ず。常陸国鹿島の柴田に住し、世々鹿島神職たり」と述べている。子孫は江戸幕府に仕えた。
家紋は「上藤の内一文字」、「瞿麦五行」、「三雁金」。

## 出羽国の柴田氏
出羽国雄勝郡（現・山形県）の豪族であり、松岡城を拠点とする。
『永慶軍記』によると、戦国時代、天文の頃に柴田平九郎がおり、小野寺輝道に討たれた。

## 佐野氏流の柴田氏
『佐野系図』に佐野国綱の子・行綱が芝田六郎と称したとあり。『田原族譜』には、佐野実綱の四男・行綱が多田柴田（現・栃木県佐野市多田町）に住んだことにちなんで柴田六郎と称したことが記されている。

## 武蔵国の藤姓柴田氏
『新編武蔵風土記稿』大里郡条に「（三つ本村）柴田氏、藤原姓にして、家紋は二つ雁金、および下り藤の中に三つ引なり。先祖詳らかなならず。中古の祖右馬助は、上野の人にて北条氏直に仕う。のち当所に土着し、寛永6年〔1629年〕没せりと。所蔵の文書によるに、武田織田の両家に仕えしと見えたり。世々地頭より苗字帯刀を許され給米二口を与えり。家系をも蔵せしかど、万治2年〔1659年〕回禄に失いしという、今鎧二領を蔵す」とある。

## 武蔵国の柴田氏
富澤家記録に府中芝田助六の名前が見え、多摩郡上仙川邑に柴田三左衛門館跡がある。『新編武蔵風土記稿』に「近古のはじめ、三右衛門あり。その父・春清寺の中興開基なり」とある。
また足立郡に「柴田陣屋（向山村）、御入国の時、この辺大谷領の村々にて、柴田七九郎康長に采地を賜われり。それよりここに住し、筑後守、和泉守、すべて三代住せしが、和泉守に至って江戸へ移り、陣屋を取りはらう」と記されている。
また下谷区車坂町（現・東京都台東区）の柴田氏は、『御府内備考』に「右先祖の儀は、山城国生にて吉兵衛と申す者にて、南光坊大僧正様お下りの節、お供つかまつり罷下り、東叡山本覚院にならせられ候節、御長屋において木具類御用向相勤め罷りあり、もっとも御家来にこれあり候由に御座候。正保年中、久遠寿院宮様御下向の節、左衛門と申す者お供つかまつり罷下り、その後、この者吉兵衛の養子にあいなり、享保6年〔1721年〕丑年、大明院宮様御題号・あそばされ候法花経八軸、左の宝塔・御当山浄明律院之寄附仕り、ただ今に至るまで相勤め罷りあり候」と解説されている。

## 遠江国の柴田氏
遠江国磐田郡（現・静岡県）の豪族である。長禄2年（1458年）11月6日、光明寺洪鐘の大旦那に柴田氏が見える。

## 小笠原氏流の柴田氏
三河国発祥の柴田氏で、近世に江戸幕府幕臣となった。
三河国額田郡柴田郷（現・愛知県）に住んだことにより柴田を称する。額田郡大井野城（現・愛知県岡崎市大井野町）は柴田左京、近藤竹右衛門の居城だった。
また井ヶ谷屋舗は柴田七九郎重政のいた地であり、井口城には柴田伊豆守がいた。また『二葉松』に「大平村大平城……、柴田左京、同藤三郎」また「柴田左京、御当代子孫3,900石」と記されている。
家譜に「小笠原大膳大夫政康の三男・左京友政を祖とす。その子・左京政成（大平城）─左京政秀」弟「丹後守政忠─郷左衛門政之─七九郎康忠（孫七郎、5,000石）─筑後守康長なり」という。
家紋は「下藤の内に一文字」、「丸小三階菱」、「丸に五形」と『寛政重修諸家譜』に見られる。
また「藤原氏なりしが、林家継の後裔・政之、外家の号を冒して柴田を号す」という記述もあり、家紋は「丸に釘抜」、「三花菱」。

## 清和源氏足利氏流斯波氏族
織田信長の重臣を務めた柴田勝家の血筋。始祖の柴田修理大夫義勝は越後国柴田（現在の新潟県新発田市）の人で、同地の地名をもって家号としたという。
また、尾張国愛知郡一色城に拠るといい、『尾張志』に城主として柴田源六（源六郎）の名が見える。城下の一色村にある神蔵寺には柴田源六勝重、在世の折、同寺を建立し、雲岫麟棟和尚を招待して開祖とするという。勝重の没年は文亀3年（1503年）であるといい、戒名は霊元院殿天信了運大居士であるという。
戦国時代の武将・柴田勝家は隣村の村上村の人であるといい、もし勝重の裔であれば孫か曾孫かと推定される。一方で、勝家は義勝の孫との記述もあり、その系譜は必ずしも十分明らかとはいえない。太田亮は越後国新発田の出であれば佐々木氏の同族ということになるがはたしてその通りか、少なくとも義勝の孫という系譜については甚だ疑わしいと指摘している。勝家は若くして、家老として尾張の織田信秀・信長親子に仕えた。天正10年（1582年）に、織田信長とその跡継ぎの信忠が本能寺の変で急死すると、信長の跡継ぎをめぐり羽柴秀吉と対立する。天正11年（1583年）には、賤ヶ岳の戦いで秀吉と戦うが敗れ、その後居城の北ノ庄城で自害、勝家筋の柴田氏は滅びた。
なお、勝家の養子である柴田勝政（佐久間盛次の三男）の子勝重が徳川家康に仕えており、その後も江戸幕府の旗本として柴田の家名を残した。寛政8年（1796年）には、柴田勝房が柴田氏の代々の歴史を刻んだ碑を春清寺に建立している。

### 家紋
柴田勝家時代の柴田氏定紋の図案については不明だが、『寛政重修諸家譜』に載る江戸時代の柴田氏の定紋は、「丸に二つ雁金」、替紋は「五瓜に唐花」とある。「長篠合戦図屏風」（大阪城天守閣蔵）に描かれた勝家の陣旗には、丸なしの「二つ雁金」が描かれている。

#### 図案
柴田氏使用の雁金は、上の一羽の口を開いて描く。「丸に二つ雁金」の図案は増山氏の「増山雁金」に似るが、増山雁金は傾けて描く。

二つ雁金
定紋「丸に二つ雁金」
替紋「五瓜に唐花」
増山氏の「増山雁金」

## 八田氏流の柴田氏
近江国（現・滋賀県）の名族である柴田氏である。『八田氏系図』に「丁野右衛門介家治の子・家広、柴田林介と改む。室は今西村柴田九太夫」とある。

## 丹波国の柴田氏
丹波国船井郡檜山村（現・京都府京丹波町）にあった檜山城の城主として、柴田氏がいたといわれる。

## 豊後国の橘姓柴田氏
豊後国（現・大分県）の豪族である。この柴田氏は後世に大友氏の家臣となった。
『豊薩軍記』巻7に大友氏譜代の家臣として「柴田遠江入道紹安」が、野津院中の侍として「柴田等意」「柴田五右衛門」の名前が出てくる。
また「柴田長門入道嶺能」の名前が筑後国（現・福岡県南部）の史籍や古文書に多く見られる。